# 布賴頓鎮區 (愛荷華州華盛頓縣)
布賴頓鎮區（英語：Brighton Township）是位於美國愛荷華州華盛頓縣的一個行政鎮區。

## 地方資料
根據2010年美國人口普查的數據，布賴頓鎮區的面積為69.41平方千米，當中陸地面積為68.19平方千米，而水域面積為1.22平方千米。當地共有人口837人，而人口密度為每平方千米12.06人。